# Ptoma
Ptoma, Fabian Ptoma ou Ptomaël, de son vrai nom Fabian Deplekker, né le 29 juin 1971 à Laeken (province du Brabant), est un auteur de bande dessinée belge.

## Biographie
Fabian Deplekker naît le 29 juin 1971 à Laeken,, une commune bruxelloise. Sa famille est originaire de Ternat. Il passe son enfance à la lecture d'auteurs tels André Franquin, Frank Miller ou Mœbius. Il accomplit ses études secondaires à Jette. Il garde en souvenir deux séries majeures selon lui : La Quête de l'Oiseau du temps de Régis Loisel et L'État Morbide de Daniel Hulet. Il entame un parcours universitaire en biologie, mais ce cursus reste bref. Il change d'orientation et il passe un graduat à l'Institut Saint-Luc de Bruxelles, puis il se lance avec quelques amis dans le collectif Hécatombes sous le pseudonyme de Ptoma. Il est adepte de la ligne sombre.
En 1996, il réalise Amer dessein — qui peut aussi se lire Dessein amer — aux éditions Hécatombe, sous le pseudonyme de Ptomaël.
En 1999, il réalise le one shot Réminiscences, un polar qu'il signe du pseudonyme Ptoma dans la collection « Petits Meurtres » des éditions Emmanuel Proust. Nettoyage par le Vide, d'après Mickey Spillane, paraît dans la même collection aux Éditions du masque. Suit en 2003 Les Équilibres Meurtiers, une série abandonnée après le premier volet Shark dans la collection « Trilogies », puis il réalise un an plus tard l'adaptation en bande dessinée de Torch song (vol. 1) d'après une nouvelle de James Ellroy chez le même éditeur.
Il réalise Clandestin, une adaptation du roman noir éponyme de ce même écrivain prévue en quatre tomes dont seulement le Livre 1 paraît dans la collection  « Noirquadri » aux éditions Emmanuel Proust en 2005.
Ensuite, il réalise aussi quelques storyboards pour la publicité et le cinéma avant de revenir à la bande dessinée.
En 2010, il a recours à l'autoédition pour Cyprine 1.0.
En 2012, il commence la série Big K ; cette série, réalisée avec Nicolas Duchêne, est composée des volumes L'Appel du sang,, et L'Invitation au Mal, (2013) publiés aux éditions Casterman. Mais un changement de direction opéré lors du rachat du groupe Flammarion par les Éditions Gallimard précipite la fin de la publication de la série car celle-ci n’entrait plus dans la nouvelle ligne éditoriale. Une fois les droits récupérés, ils clôturent l'histoire de Big K avec l'intégrale qui sort en 2015 aux Éditions Sandawe.
En 2017, il réalise seul Aurore au Bois Joli publié aux éditions Sandawe. C'est un conte métaphorique sur le passage de l'enfance à l'âge adulte. 
Il participe à la création des structures éditoriales Vanille Goudron et Coyote Noir dans lesquelles il dirige plusieurs fanzines et il participe à différents fanzines tels LimaceZine, Minette, Départ imminent et Jukebox.
Ses influences sont Franquin, Burns et Mezzo.

### Vie privée
Ptoma vit à Bruxelles,.

## Œuvres

### Albums de bande dessinée
- Dessein amer, Hécatombe, février 1996
Scénario et dessin : Ptomaël - Couleurs : noir et blanc
- Réminiscences, Emmanuel Proust éditions, coll. « Petits meurtres », Paris, janvier 1999
Scénario et dessin : Ptoma - Couleurs : noir et blanc -  (ISBN 2-7024-9325-4)
- Nettoyage par le vide[17], Éditions du masque, coll. « Petits meurtres », Paris, janvier 2001
Scénario : Mickey Spillane - Dessin : Ptoma - Couleurs : noir et blanc -  (ISBN 2-7024-9357-2)

#### Torch song
- 1. Torch song, Emmanuel Proust éditions, coll. « Noirquadri », Paris, octobre 2004
Scénario et dessin : Ptoma - Couleurs : Tanja Cinna -  (ISBN 2-84810-063-X),d'après James Ellroy. 47 p.

#### Les Équilibres Meurtiers
- 1. Shark, Emmanuel Proust éditions, coll. « Trilogies », Paris, septembre 2003
Scénario et dessin : Ptoma - Couleurs : quadrichromie -  (ISBN 2848100109)

#### Clandestin
- 1. Livre 1[7], Emmanuel Proust éditions, coll. « Noirquadri », Paris, décembre 2005
Scénario et dessin : Ptoma - Couleurs : Tanja Cinna -  (ISBN 2-84810-096-6),d'après James Ellroy. 48 p.

Big K
- 1. L'Appel du sang[9],[10],[18], Casterman, Bruxelles, janvier 2012
Scénario : Fabian Ptoma - Dessin : Nicolas Duchêne - Couleurs : Tanja Cinna -  (ISBN 978-2-203-04067-0)
- 2. L'Invitation au Mal[12],[13], Casterman, Bruxelles, février 2013
Scénario : Fabian Ptoma - Dessin : Nicolas Duchêne - Couleurs : Tanja Cinna -  (ISBN 978-2-203-05019-8)
- Big K - Intégrale[14], Éditions Sandawe, Lasne, juin 2015
Scénario : Fabian Ptoma - Dessin : Nicolas Duchêne - Couleurs : Tanja Cinna -  (ISBN 978-2-203-05019-8),160 planches.

#### Aurore au Bois Joli
- Aurore au Bois Joli, Éditions Sandawe, Lasne, 1 juin 2017
Scénario, dessin et couleurs : Ptoma,Format comics. Édition limitée à 250 ex., dont les 50 premiers sont numérotés et estampillés.

### Collectifs
- 3. Hécatombe, Point Image, coll. « bande à part », Bruxelles, 1996
Scénario et dessin : Collectif dont Ptoma - Couleurs : noir et blanc -  (ISBN 9782930110059)
- 4. Hécatombe, Librairie Ziggourat, Bruxelles, 1997
Scénario et dessin : Collectif dont Ptoma - Couleurs : noir et blanc -  (ISBN 2-930203-01-3)

#### Livres
: document utilisé comme source pour la rédaction de cet article.
- Jacques Fiérain, « Ptoma », dans La BD à Bruxelles et en Brabant, Charleroi, Éd. l'Âge d'or, avril 2003, 144 p., ill. ; 31 cm (ISBN 9782960119664 et 2960119665, OCLC 470388171, présentation en ligne), p. 117. .
- Philippe Mellot, Michel Denni, Laurent Turpin et Isabelle Morzadec, Trésors de la bande dessinée : BDM 2023-2024 - Catalogue encyclopédique et Argus, Paris, Les Arènes, novembre 2022, 23e éd., 1677 p., ill. ; 23 cm (ISBN 9791037507280, OCLC 1351462460, présentation en ligne), p. 162, 302, 453, 890, 1070, 1360. .

#### Articles
- Ptoma et Nicolas Duchêne (interviewés par Shesivan alias Patrick Verlinden), « Interview de Ptoma et Nicolas Duchêne pour Big K (Casterman) », Génération BD,‎ 4 février 2012 (lire en ligne, consulté le 12 juillet 2023).